# ボブ★ロバーツ
『ボブ★ロバーツ/陰謀が生んだ英雄』（Bob Roberts）はティム・ロビンスが監督・脚本・主演した1992年のアメリカ映画。

## キャスト
※括弧内は日本語吹替
- ボブ・ロバーツ - ティム・ロビンス（大塚芳忠）
- バッグス・ラプリン - ジャンカルロ・エスポジート（立木文彦）
- ブリックリー・ペイスト議員 - ゴア・ヴィダル（峰恵研）
- チェット・マグレガー - レイ・ワイズ（秋元羊介）
- ルーカス・ハート3世 - アラン・リックマン（徳丸完）
- テリー・マンチェスター - ブライアン・マーレイ（稲葉実）
- デロレス・ペリグルー - レベッカ・ジェンキンス
- フランクリン・ドケット - ハリー・J・レニックス（小形満）
- クラーク・アンダーソン - ジョン・オッタヴィーノ
- バート・マクローニー - ロバート・スタントン（藤原啓治）
- カレブ・メンク医師 - トム・アトキンス（岸野一彦）
- マック・ラフリン - デヴィッド・ストラザーン（田原アルノ）
- チャック・マーリン - ジェームズ・スペイダー（梅津秀行）
- キャロル・クルーズ - パメラ・リード
- ローズ・ポンデル - ヘレン・ハント
- ダン・ライリー - ピーター・ギャラガー（小野健一）
- ロジャー・デイヴィス - ジャック・ブラック
- テレビ番組の司会者 - ジョン・キューザック（藤原啓治）
- マイケル・ジェーンズ - ボブ・バラバン（田原アルノ）
- ロック・ボーク - フィッシャー・スティーヴンス（田原アルノ）
- チップ・デイリー - フレッド・ウォード（辻親八）
- タウナ・タイタン - スーザン・サランドン（達依久子）

吹替版その他出演：種田文子、岸野一彦、さとうあい、伊井篤史、辻親八、紗ゆり
日本語版制作スタッフ 演出：伊達康将、翻訳：岩佐幸子、調整：高久孝雄、効果：リレーション、制作：東北新社

## 作風
ボブ・ディランのドキュメンタリー映画『ドント・ルック・バック』（1967年）を意識したシーンや、「サブタレニアン・ホーム・シック・ブルース」のパロディ・プロモーション・ビデオや楽曲など、ボブ・ディランのパロディが多く見られる。